# Saksunar kirkja
Saksunar kirkja er en kirke bygget af sten og træ i Saksun på Streymoy, Færøerne. Kirken er en typisk, færøsk bygdekirke med græstag. Kirken blev indviet den 20. juni 1858. Kirken er en del af Nord-Streymoy Præstegæld, Færøerne Provsti, Streymoy Syssel og Færøernes Stift
Den  nyopført kirke var ikke helt som den gamle i Tjørnuvík. Ydermurene blev i stedet for træ opført af sten. Kun indervæggene, støttebjælkerne og alteret minder om kirken i Tjørnuvík. Øverst på vestenden sidder en tværstillet tagrytter med pyramidetag. Indgangen er på vestsiden i nordside mod vest, og det er også her kirkens vinduer er 6 på siden ved døren og to i korenden. Indvendig står kirken som før den blev flyttet. Der er kun loftsbjælker ved vestenden samt over korgitteret. På alteret står et krucifiks mens prædikestol består af seks felter i en tænkt ti-kant. Det meste af inventaret stammer sandsynligvis fra kirkens tid i Tjørnuvik. Klokken menes støbt til kirkens "anden" indvielse".  I nutiden har bygden kun få indbyggere, men kirken er stadig i brug.

## Historie
Den blev oprindelig opført i Tjørnuvík, men her fandt man den i 1850 i så dårlig forfatning at man bestemte sig for at rive den ned og bygge en ny. I Saksun var ikke tilfreds med at måtte være med til at bygge en kirke som de sjældent havde anledning til at bruge. De bestemte sig dermed for at få deres egen. 12. december 1853 sendte derfor sognepræst Carl Wilhelm Prytz en forespørgsel fra kongsbonden i Saksun til kong Frederik 7. om at få lov til at bygge deres egen kirke i Saksun. 12. januar 1855 gav kongen tilladelse til at der blev bygget en nye kirker i Saksun og Haldórsvík, og at den gamle kirke i Tjørnuvík blev nedrevet. På Færøerne bestemte man sig for at flytte Tjørnuvíks gamle kirke til Saksun. 29. marts 1856 skrev sognepræsten i Norðurstreymoy, V.U.  Hammershaimb, til amtmanden at man havde startet med anlægsarbejdet til kirken i Saksun. 14. november 1857 skrev han at kirken snart var genopbygget, og at Saksun skulle udskilles som eget kirkesogn med virkning fra 1. januar 1858.
- Kirkerummet
- Alteret
- Kirken og kirkegården.
- Kirken og bygden
- Kirken og fjorden